# أندريا سينسياريني
أندريا سينسياريني (بالإيطالية: Andrea Cinciarini)‏ مواليد 21 يونيو 1986، هو لاعب كرة سلة إيطالي يلعب مع فريق بالاكانسترو ريجيانا في ليغا باسكيت الدرجة الأولى ويحمل الرقم 20. يبلغ طوله 6 قدم 4 بوصة (1.9 م). مثّل منتخب إيطاليا لكرة السلة.

## فرق لعب لها
- فيكتوريا يبرتاس بيزارو
- بالاكانسترو كانتو
- بالاكانسترو ريجيانا

## روابط خارجية
- أندريا سينسياريني على موقع الاتحاد الدولي لكرة السلة (الإنجليزية)
- أندريا سينسياريني على موقع الدوري الأوروبي لكرة السلة (الإنجليزية)
- أندريا سينسياريني على موقع كرة السلة الأوروبية.كوم (الإنجليزية)
- أندريا سينسياريني على موقع ريلجم (الإنجليزية)
- أندريا سينسياريني على موقع بروبوليرز (الإنجليزية)
- أندريا سينسياريني على موقع سبورتس رفرنس (الإنجليزية)